# SuperDraft de la MLS 2018
El SuperDraft de 2018 fue la 19.º edición del torneo de fútbol para la Major League Soccer, y se llevó a cabo en Filadelfia, Pensilvania, el 19 de enero de 2018. Consistió de cuatro rondas.

## Primera Ronda
|  | Miembro de Generación Adidas |

| N.º | Jugador            | Equipo de la MLS                                      | Universidad/Proyecto/Club                               | Posición       | Imagen |
| --- | ------------------ | ----------------------------------------------------- | ------------------------------------------------------- | -------------- | ------ |
| 1   | João Moutinho      | Los Angeles FC                                        | Universidad de Akron                                    | Defensa        |        |
| 2   | Tomas Hillard-Arce | Los Angeles Galaxy                                    | Universidad Stanford                                    | Defensa        |        |
| 3   | Tristan Blackmon   | Los Angeles FC (desde D.C. United)                    | Universidad del Pacífico                                | Defensa        |        |
| 4   | Francis Atuahene   | FC Dallas (desde Colorado Rapids vía Montreal Impact) | Universidad de Míchigan                                 | Delantero      |        |
| 5   | Jon Bakero         | Chicago Fire (desde Minnesota United FC)              | Universidad de Wake Forest                              | Delantero      |        |
| 6   | Chris Mueller      | Orlando City                                          | Universidad de Wisconsin-Madison                        | Delantero      |        |
| 7   | Mason Toye         | Minnesota United FC (desde Montreal Impact)           | Universidad de Indiana Bloomington                      | Delantero      |        |
| 8   | Brandon Bye        | New England Revolution (desde Philadelphia Union)     | Universidad de Míchigan Occidental                      | Defensa        |        |
| 9   | Mark Segbers       | New England Revolution                                | Universidad de Wisconsin-Madison                        | Defensa        |        |
| 10  | Mo Adams           | Chicago Fire (desde Real Salt Lake)                   | Universidad de Siracusa                                 | Centrocampista |        |
| 11  | Ema Twumasi        | FC Dallas                                             | Universidad de Wake Forest                              | Delantero      |        |
| 12  | Paul Marie         | San Jose Earthquakes                                  | Universidad Internacional de Florida                    | Defensa        |        |
| 13  | Eric Dick          | Sporting Kansas City                                  | Universidad Butler                                      | Portero        |        |
| 14  | Jon Gallagher      | Atlanta United                                        | Universidad de Notre Dame                               | Delantero      |        |
| 15  | Wyatt Omsberg      | Minnesota United FC (desde Chicago Fire)              | Dartmouth College                                       | Defensa        |        |
| 16  | Brian White        | New York Red Bulls                                    | Universidad de Duke                                     | Delantero      |        |
| 17  | Justin Fiddes      | Vancouver Whitecaps                                   | Universidad de Washington                               | Defensa        |        |
| 18  | Graham Smith       | Sporting Kansas City (desde Portland Timbers)         | Universidad de Denver                                   | Defensa        |        |
| 19  | Jeff Caldwell      | New York City                                         | Universidad Virginia                                    | Portero        |        |
| 20  | Michael Nelson     | Houston Dynamo                                        | Universidad Metodista del Sur                           | Portero        |        |
| 21  | Ben Lundgaard      | Columbus Crew                                         | Instituto Politécnico y Universidad Estatal de Virginia | Portero        |        |
| 22  | Alex Roldán        | Seattle Sounders                                      | Universidad de Seattle                                  | Centrocampista |        |
| 23  | Carter Manley      | Minnesota United FC (desde Toronto FC)                | Universidad de Duke                                     | Defensa        |        |

## Segunda Ronda
|  | Miembro de Generación Adidas |

| N.º | Jugador           | Equipo de la MLS                               | Universidad/Proyecto/Club                        | Posición       | Imagen |
| --- | ----------------- | ---------------------------------------------- | ------------------------------------------------ | -------------- | ------ |
| 24  | Pol Calvet        | Los Angeles FC                                 | Universidad de Pittsburgh                        | Centrocampista |        |
| 25  | Alan Winn         | Colorado Rapids (desde Los Angeles Galaxy)     | Universidad de Carolina del Norte en Chapel Hill | Delantero      |        |
| 26  | Lucas Stauffer    | Vancouver Whitecaps (desde D.C. United)        | Universidad Creighton                            | Defensa        |        |
| 27  | Frantzdy Pierrot  | Colorado Rapids                                | Universidad de la Costa de Carolina              | Delantero      |        |
| 28  | Tim Kübel         | Toronto FC (desde Minnesota United FC)         | Universidad de Louisville                        | Defensa        |        |
| 29  | Mauro Cichero     | FC Dallas (desde Orlando City)                 | Universidad Metodista del Sur                    | Delantero      |        |
| 30  | Danny Musovski    | San Jose Earthquakes (desde Montreal Impact)   | Universidad de Nevada, Las Vegas                 | Delantero      |        |
| 31  | Niko de Vera      | New York Red Bulls (desde Philadelphia Union)  | Universidad de Akron                             | Defensa        |        |
| 32  | Edward Opoku      | Columbus Crew (desde New England Revolution)   | Universidad de Virginia                          | Delantero      |        |
| 33  | Ricky Lopez-Espin | Real Salt Lake                                 | Universidad Creighton                            | Centrocampista |        |
| 34  | Chris Lema        | FC Dallas                                      | Universidad de Georgetown                        | Centrocampista |        |
| 35  | Mohamed Thiaw     | San Jose Earthquakes                           | Universidad de Louisville                        | Delantero      |        |
| 36  | Oliver Shannon    | Atlanta United (desde Sporting Kansas City)    | Universidad Clemson                              | Centrocampista |        |
| 37  | Gordon Wild       | Atlanta United                                 | Universidad de Maryland                          | Delantero      |        |
| 38  | Diego Campos      | Chicago Fire                                   | Universidad Clemson                              | Centrocampista |        |
| 39  | Tom Barlow        | New York Red Bulls                             | Universidad de Wisconsin-Madison                 | Delantero      |        |
| 40  | Drew Skundrich    | Los Angeles Galaxy (desde Vancouver Whitecaps) | Universidad Stanford                             | Centrocampista |        |
| 41  | Xavier Gómez      | Minnesota United FC (desde Portland Timbers)   | Universidad de Nebraska Omaha                    | Centrocampista |        |
| 42  | AJ Paterson       | New York City                                  | Universidad Estatal Wright                       | Defensa        |        |
| 43  | Mac Steeves       | Houston Dynamo                                 | Providence College                               | Delantero      |        |
| 44  | Jake Rozhansky    | Columbus Crew                                  | Universidad de Maryland                          | Centrocampista |        |
| 45  | Markus Fjortoft   | Seattle Sounders                               | Universidad Duke                                 | Defensa        |        |
| 46  | Drew Shepherd     | Toronto FC                                     | Universidad de Míchigan Occidental               | Portero        |        |

## Tercera Ronda
|  | Miembro de Generación Adidas |

| N.º | Jugador          | Equipo de la MLS                                                | Universidad/Proyecto/Club                 | Posición       | Imagen |
| --- | ---------------- | --------------------------------------------------------------- | ----------------------------------------- | -------------- | ------ |
| 47  | Jordan Jones     | Los Angeles FC                                                  | Universidad Estatal de Oregón             | Delantero      |        |
| 48  | Nate Shultz      | Los Angeles Galaxy                                              | Universidad de Akron                      | Defensa        |        |
| 49  | Elliot Collier   | Chicago Fire (desde D.C. United)                                | Universidad Loyola Chicago                | Delantero      |        |
| 50  | Thomas Olsen     | Colorado Rapids                                                 | Universidad de San Diego                  | Portero        |        |
| 51  | Alex Bumpus      | New York City (desde Orlando City)                              | Universidad de Kentucky                   | Defensa        |        |
| 52  | Ken Krolicki     | Montreal Impact                                                 | Universidad Estatal de Míchigan           | Centrocampista |        |
| 53  | Mike Catalano    | Philadelphia Union                                              | Universidad de Wisconsin-Madison          | Centrocampista |        |
| 54  | Aidan Apodaca    | Philadelphia Union (desde New England Revolution)               | Universidad Bautista de California        | Delantero      |        |
| 55  | Amer Šašivarević | FC Dallas                                                       | Universidad del Gran Cañón                | Centrocampista |        |
| 56  | Kevin Partida    | San Jose Earthquakes                                            | Universidad de Nevada, Las Vegas          | Centrocampista |        |
| 57  | Pablo Aguilar    | Houston Dynamo (desde Sporting Kansas City)                     | Universidad de Virginia                   | Centrocampista |        |
| 58  | Caleb Duvernay   | Portland Timbers (desde Chicago Fire)                           | Universidad Estatal de Carolina del Norte | Defensa        |        |
| 59  | Cory Brown       | Vancouver Whitecaps (desde New York Red Bulls)                  | Universidad Xavier                        | Defensa        |        |
| 60  | Tim Mueller      | Portland Timbers (desde Vancouver Whitecaps vía Real Salt Lake) | Universidad Estatal de Oregón             | Delantero      |        |
| 61  | Stuart Holthusen | Portland Timbers                                                | Universidad de Akron                      | Delantero      |        |
| 62  | Sheldon Sullivan | Houston Dynamo                                                  | Universidad de Virginia                   | Defensa        |        |
| 63  | Luis Argudo      | Columbus Crew                                                   | Universidad de Wake Forest                | Centrocampista |        |
| 64  | Chris Bared      | Seattle Sounders                                                | Universidad Villanova                     | Defensa        |        |
| 65  | Andre Morrison   | Toronto FC                                                      | Universidad de Hartford                   | Defensa        |        |

## Cuarta Ronda
|  | Miembro de Generación Adidas |

| N.º | Jugador               | Equipo de la MLS                          | Universidad/Proyecto/Club                    | Posición       | Imagen |
| --- | --------------------- | ----------------------------------------- | -------------------------------------------- | -------------- | ------ |
| 66  | Paul Christensen      | Atlanta United (desde Los Angeles FC)     | Universidad de Portland                      | Portero        |        |
| 67  | Afonso Pinheiro       | D.C. United (desde Los Angeles Galaxy)    | Universidad de Albany                        | Delantero      |        |
| 68  | Brian Iloski          | Colorado Rapids (desde D.C. United)       | Universidad de California en Los Ángeles     | Centrocampista |        |
| 69  | Niki Jackson          | Colorado Rapids                           | Universidad del Gran Cañón                   | Delantero      |        |
| 70  | Rafael Andrade Santos | D.C. United (desde Minnesota United FC)   | Universidad de la Mancomunidad de Virginia   | Centrocampista |        |
| 71  | Will Bagrou           | Sporting Kansas City (desde Orlando City) | Universidad Mercer                           | Delantero      |        |
| 72  | Matt Danilack         | Philadelphia Union                        | Dartmouth College                            | Centrocampista |        |
| 73  | Nicolás Samayoa       | New England Revolution                    | Universidad de la Costa del Golfo de Florida | Defensa        |        |
| 74  | Noah Franke           | FC Dallas                                 | Universidad Creighton                        | Defensa        |        |
| 75  | Wilfred Williams      | Sporting Kansas City                      | Universidad de Oakland                       | Defensa        |        |
| 76  | Jared Stroud          | New York Red Bulls (desde Atlanta United) | Universidad Colgate                          | Centrocampista |        |
| 77  | Josh Morton           | Chicago Fire                              | Universidad de California en Berkeley        | Defensa        |        |
| 78  | Jose Aguinaga         | New York Red Bulls                        | Universidad Rider                            | Delantero      |        |
| 79  | Mamadou Guirassy      | Portland Timbers                          | Instituto de Tecnología de Nueva Jersey      | Delantero      |        |
| 80  | Manny Padilla         | Houston Dynamo                            | Universidad de San Francisco                 | Defensa        |        |
| 81  | Ben White             | Toronto FC                                | Universidad Gonzaga                          | Defensa        |        |

## Selecciones por Posición
| Ronda   | Portero | Defensa | Mediocampista | Delantero | Totales |
| ------- | ------- | ------- | ------------- | --------- | ------- |
| Primera | 4       | 10      | 2             | 7         | 23      |
| Segunda | 1       | 5       | 8             | 9         | 23      |
| Tercera | 1       | 7       | 6             | 5         | 19      |
| Cuarta  | 1       | 6       | 4             | 5         | 16      |
| Totales | 7       | 28      | 20            | 26        | 81      |